# Військова медаль (Франція)
Військова медаль (фр. Medaille militaire) — військова нагорода Французької Республіки, започаткована 1852 року.

## Найвідоміші нагороджені
- Гандзюк Яків Григорович
- Вінстон Черчилль
- Даніель Делі
- Дуайт Ейзенхауер
- Франсуа Фабер
- Жан Габен
- Олаф V
- Джеймс Паттерсон
- Франклін Рузвельт
- Йосип Броз Тіто
- Славоросов Харитон Никандрович
- Сем Дребен